# 118235 Federico
118235 Federico è un asteroide della fascia principale. Scoperto nel 1997, presenta un'orbita caratterizzata da un semiasse maggiore pari a 2,2279205 au e da un'eccentricità di 0,1194467, inclinata di 4,82662° rispetto all'eclittica.